# Julian Love
(en) Statistiques sur pro-football-reference
Julian Love (né le 19 mars 1998 à Westchester dans l'Illinois est un joueur professionnel américain de football américain dans la National Football League (NFL).
Il joue aux postes de cornerback et de safety pour la franchise des Seahawks de Seattle après avoir été chez Giants de New York de 2019 à 2022.
Auparavant, au niveau universitaire, il a joué pour les Fighting Irish de l'université de Notre-Dame-du-Lac en NCAA Division I FBS.

## Biographie

### Jeunesse
Love étudie à l'Académie Nazareth (en) à La Grange Park dans l' Illinois où il joue au football américain. 
Au terme de son année senior, il est désigné meilleur joueur de la saison 2015 par le Chicago Sun-Times après avoir totalisé 92 plaquages en défense mais également gagné 1 067 yards et inscrit 18 touchdowns à la course.

### Carrière universitaire
Love intègre l'université de Notre-Dame-du-Lac.
En  2016, le true freshman Love dispute 12 matchs (dont 8 en tant que titulaire) et totalise 45 plaquages et une interception,. Lors de son année sophomore en 2017, il est titulaire pour les 13 matchs de la saison et totalise 68 plaquages et trois interceptions,. 
Love est toujours titulaire en 2018, et le 4 janvier 2019, il annonce qu'il fait l'impasse sur sa dernière année d'éligibilité pour se présenter à la draft 2019 de la NFL.

### Carrière professionnelle
Love est sélectionné en 108e choix global lors du 4e tour de la draft 2019 de la NFL par la franchise des Giants de New York.
| Taille                | Poids          | Bras            | Main         | Sprint   | Sprint   | Sprint   | Shuttle 20 yards | 3 cones drill | Détente       | Détente             | Développé couché | Test Wonderlic |
| Taille                | Poids          | Bras            | Main         | 40 yards | 10 yards | 20 yards | Shuttle 20 yards | 3 cones drill | verticale     | horizontale         | Développé couché | Test Wonderlic |
| 1,80 m (5 ft 10 ¾ in) | 88 kg (195 lb) | 81 cm (31 ¾ in) | 23 cm (9 in) | 4,54 s   | -        | 4,10 s   | -                | 6,72 s        | 91 cm (36 in) | 3,07 m (10 ft 1 in) | 14 reps          | -              |

En 12e semaine lors de la défaite 14 à 19 contre les Bears, Love réussit sa première interception professionnelle sur une passe de 
Mitchell Trubisky qu'il retourne sur 30 yards.
Lors du match joué contre les Bears en 2e semaine de la saison 2020, Love enregistre la deuxième interception de sa carrière à nouveau sur une passe de Trubiscky (défaite 13 à 17).

## Statistiques
| Année       | Équipe                       | Statut      | MJ |       | Plaquages | Plaquages | Plaquages | Plaquages |       | Interceptions | Interceptions | Interceptions | Interceptions |  | Fumbles | Fumbles |
| Année       | Équipe                       | Statut      | MJ | Total | Seul      | Ast.      | Sacks     | Nb.       | Yards | Déf.          | TD            | Nb.           | Rec.          |  |         |         |
| 2016        | Fighting Irish de Notre Dame | Fr.         | 12 | 45    | 32        | 13        | 0,0       | 1         | 02    | 03            | 0             | 1             | 1             |  |         |         |
| 2017        | Fighting Irish de Notre Dame | So.         | 13 | 68    | 45        | 23        | 0,0       | 3         | 153   | 20            | 2             | 0             | 0             |  |         |         |
| 2018        | Fighting Irish de Notre Dame | Jr.         | 13 | 63    | 49        | 14        | 0,0       | 1         | 04    | 16            | 0             | 1             | 3             |  |         |         |
| Totaux NCAA | Totaux NCAA                  | Totaux NCAA | 38 | 176   | 126       | 50        | 0,0       | 5         | 159   | 39            | 2             | 2             | 4             |  |         |         |

| Année      | Équipe             | MJ |       | Plaquages | Plaquages | Plaquages | Plaquages |       | Interceptions | Interceptions | Interceptions | Interceptions |  | Fumbles | Fumbles |
| Année      | Équipe             | MJ | Total | Seul      | Ast.      | Sacks     | Nb.       | Yards | Déf.          | TD            | Nb.           | Rec.          |  |         |         |
| 2019       | Giants de New York | 15 | 037   | 30        | 07        | 0,0       | 1         | 30    | 3             | 0             | 1             | 0             |  |         |         |
| 2020       | Giants de New York | 16 | 064   | 47        | 17        | 0,0       | 1         | 13    | 3             | 0             | 0             | 0             |  |         |         |
| 2021       | Giants de New York | 17 | 066   | 36        | 30        | 0,5       | 1         | 0     | 7             | 0             | 0             | 1             |  |         |         |
| 2022       | Giants de New York | 16 | 124   | 79        | 45        | 1,0       | 2         | 44    | 5             | 0             | 1             | 1             |  |         |         |
| Totaux NFL | Totaux NFL         | 54 | 291   | 192       | 99        | 1,5       | 5         | 87    | 18            | 0             | 2             | 2             |  |         |         |

| Année      | Équipe             | MJ |       | Plaquages | Plaquages | Plaquages | Plaquages |       | Interceptions | Interceptions | Interceptions | Interceptions |  | Fumbles | Fumbles |
| Année      | Équipe             | MJ | Total | Seul      | Ast.      | Sacks     | Nb.       | Yards | Déf.          | TD            | Nb.           | Rec.          |  |         |         |
| 2022       | Giants de New York | 2  | 12    | 10        | 2         | 0,0       | 0         | 0     | 0             | 0             | 0             | 0             |  |         |         |
| Totaux NFL | Totaux NFL         | 2  | 12    | 10        | 2         | 0,0       | 0         | 0     | 0             | 0             | 0             | 0             |  |         |         |